# Козак Іван
Іван Козак (8 серпня 1891, с. Гічва, Ліський повіт, Бойківщина — грудень 1978, Нью-Йорк, США) — український військовик, громадський діяч. Доктор права, сотник УГА, Армії УНР.

## Життєпис
Народився 8 серпня 1891 року в селі Гічва, Ліського повіту на Бойківщині.
Закінчив Українську Академічну Гімназію у Львові (1910), правничі студії у Львові та Празі, де отримав ступінь доктора права.
Під час Першої світової війни служив у австрійській армії у званні поручника, брав участь у важких боях на російському фронті і був важко поранений. Нагороджений бронзовою і срібною медалями за хоробрість, «Signum Laudis», вояцьким хрестом Карла, медалею за поранення, і пропам'ятним хрестом 1912. Ставши інвалідом через поранення, направлений на розвідчу службу, а потім служив у полевій жандармерії.
З листопада 1918 року добровільно служив в Українській Галицькій Армії, був одним з організаторів Державної і Полевої Жандармерії УГА, потім служив командувачем жандармерією Львівської области ЗУНР, наприкінці був командиром жандармерії УГА — з лютого 1919 року, по Олександру Красіцькому, котрий того часіу отримав призначення на посаду (керунок) на команданта Державної жандармерії ЗО УНР та виїхав до Начальної Команди ГА.
Після катастрофи УГА служив у 1-ї кавалерійської бригаді сотника Едмунда Шепаровича, наприкінці в Дієвій Армії як командант штабу 5-ї Херсонської дивізії УНР. У серпні 1920 р. перейшов з групою генерала Антіна Кравса в Чехословаччину, залишився в таборі Української бригади в Ліберці та Йозефові, де був останнім комендантом бригади УГА в Чехословаччині.
Мав адвокатську канцелярію в Угневі, де якийсь час працював майбутній полковник УПА Онишкевич Мирослав. Заарештований польською окупаційною владою в 30-х роках, відбував ув'язнення у концтаборі «Береза Картузька».
Переїхав до США 1949 року, оселився в Нью-Йорку, де помер у грудні 1978 року.

## Нагороди УНР
- Нагороджений пропам'яткою Воєнною Відзнакою УГА, Хрестом Симона Петлюри і Залізним Хрестом УНР, та Воєнним Хрестом.